# 5802 Casteldelpiano
5802 Casteldelpiano eller 1984 HL1 är en asteroid i huvudbältet som upptäcktes den 27 april 1984 av den italienska astronomen Vincenzo Zappalà vid La Silla-observatoriet. Den är uppkallad efter Castel del Piano i Italien.
Asteroiden har en diameter på ungefär 4 kilometer.